# Портрет матери художника (Ван Гог)
«Портрет матери художника» (нидерл. Bildnis der Mutter des Künstlers) — картина Ван Гога, написанная в октябре 1888 года в Арле. Портрет своей матери Анны Корнелии Карбентус ван Гог нарисовал по чёрно-белой фотографии. Картина находится в Музее Нортона Саймона в Пасадине (Калифорния, США).

## Портреты Ван Гога
Ван Гог, известный своими пейзажами, будто бы считал портретные рисунки своим величайшим вызовом. Он говорил о портретных исследованиях: «Это единственное в живописи, что волнует меня до глубины моей души и которое заставляет меня чувствовать бесконечность больше, чем что-либо ещё». Своей сестре Вил он написал: «Я хотел бы нарисовать портреты, которые бы смотрелись спустя столетие для живущих тогда людей, как призраки. Под этим я подразумеваю, что я не стремлюсь достичь этого с помощью фотографического сходства, но имею в виду наши страстные эмоции — то есть, используя наши знания и наш современный вкус для цвет как средство достижения выражения и усиления характера».
Как бы Ван Гог ни любил писать портреты людей, у него было мало возможностей заработать на них или договориться с моделями для своей работы, что, возможно, было ещё одним фактором в его желании сделать портрет своей матери.

## Описание
Ван Гог решил завершить серию портретов своей семьи. Этот портрет был основан на чёрно-белой фотографии его матери Анны Корнелии Карбентус. На этой картине Ван Гог запечатлел достойную и гордую натуру своей матери. В письме своему брату Тео Ван Гог написал: "Я делаю портрет матери для себя. Я не могу вынести бесцветную фотографию, и я пытаюсь сделать её в гармонии цвета, как я вижу её в своей памяти На картине мать Ван Гога выглядит респектабельной женщиной из среднего класса, внимательной и гордой, написанной на зелёном фоне.
В ноябре 1888 года Ван Гог написал другую картину «Воспоминание о саде в Эттене», чтобы повесить в своей спальне. Он видел старшую женщину как его мать, а младшую в клетчатой шали — его сестру Вил. Он писал Вил, что «у вас такое выражение, как в романах Диккенса».